# كارولين برادي (رسامة)
كارولين برادي (بالإنجليزية: Carolyn Brady)‏ هي رسامة أمريكية، ولدت في 22 مايو 1937 في تشيكاشا في الولايات المتحدة، وتوفيت في 5 مايو 2005 في نيويورك في الولايات المتحدة.